# Peter Michael Boehm

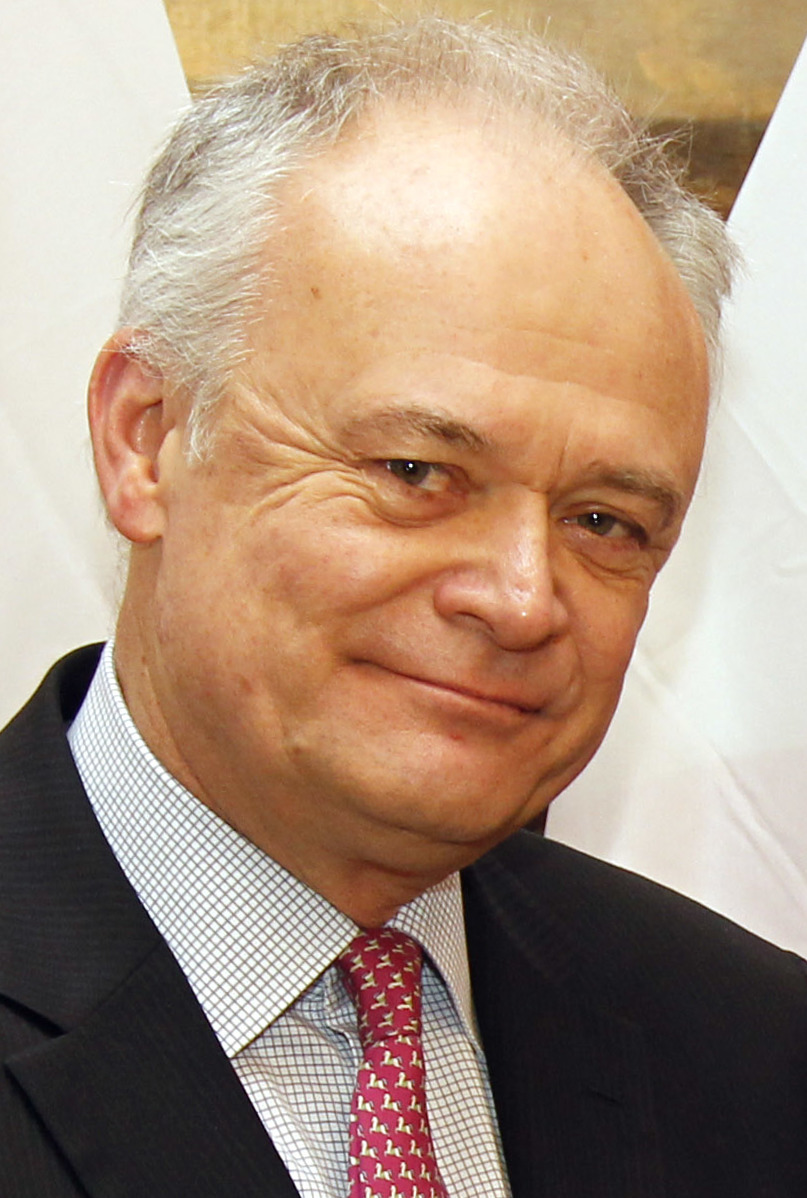
Peter Michael Boehm (2015)

Peter Michael Boehm (* 1954 in Kitchener, Ontario) ist ein kanadischer Diplomat und Politiker. Von 2008 bis 2012 war er Botschafter in Deutschland. Darauf wurde er zum Staatssekretär im kanadischen Außenministeriums berufen. Anschließend war er Staatssekretär für internationale Entwicklung und Staatssekretär sowie Sherpa für den G7-Gipfel in La Malbaie 2018. Seit 2018 gehört er dem Senat von Kanada als unabhängiger Senator für Ontario an.

## Leben
Seine Eltern, Michael und Anna Boehm, geborene Markus, stammen aus Siebenbürgen, wo sie zur deutschsprachigen Minderheit gehörten, bevor sie nach Kanada auswanderten. Boehm studierte Englisch und Geschichte (B.A.) an der Wilfrid Laurier University in Waterloo, schloss sein weiterführendes Studium an der Carleton University in Ottawa mit einem M.A. in Internationalen Beziehungen ab und promovierte in Geschichte an der University of Edinburgh in Schottland. Boehm ist verheiratet mit seiner Frau Julia Weyand, sie haben vier Kinder.
In seiner diplomatischen Laufbahn war Boehm Leiter der Abteilung Amerika, Nordamerika und konsularische Angelegenheiten im Ministerium für auswärtige Angelegenheiten und internationalen Handel, wo er auch als erster Chefberater für Politik und Wirtschaft fungierte. 1997–2001 war er Botschafter und Ständiger Vertreter bei der Organisation Amerikanischer Staaten (OAS) in Washington. 2001–2004 war er Gesandter für Politik, Kultur und Öffentlichkeitsarbeit an der Botschaft von Kanada in Washington, D.C.
Er bekleidete verschiedene Positionen im Ministerium und war außerdem in den kanadischen Botschaften in Havanna und San José tätig. 1993 wurde Boehm für seinen Einsatz für den Frieden in Mittelamerika mit dem Canadian Foreign Service Officer Award ausgezeichnet. Des Weiteren war er Koordinator der Amerika-Gipfel in Santiago und Québec City, Sondergesandter der Demokratisierungs-Mission der OAS in Peru und persönlicher Vertreter (Sherpa) des Premierministers beim Mar-del-Plata-Gipfel 2005. Von 2005 bis 2008 war er federführend bei der Organisation der Gipfel der nordamerikanischen Staats- und Regierungschefs. Mit dem Outstanding Achievement Award wurde ihm die höchste Auszeichnung im kanadischen öffentlichen Dienst verliehen.
Von Juli 2008 bis Dezember 2012 war Boehm kanadischer Botschafter in Berlin. Im Dezember 2012 wurde er nach Ottawa berufen, wo er die Position des Staatssekretärs im Ministerium für auswärtige Angelegenheiten und internationalen Handel übernahm. 2016 wurde er Staatssekretär für internationale Entwicklung und 2017 Staatssekretär für den G7-Gipfel in La Malbaie 2018 und Stellvertreter des Premierministers (Sherpa) für das anstehende Treffen. Im September 2018 trat er von dieser Position zurück und zog sich aus dem öffentlichen Dienst von Kanada zurück. Am 3. Oktober 2018 wurde er auf Vorschlag von Premierminister Justin Trudeau zum unabhängigen Senator für die Provinz Ontario ernannt. Innerhalb des kanadischen Senats schloss er sich der Fraktion Independent Senators Group an.
2023 wurde ihm von Bundespräsident Walter Steinmeier das Große Verdienstkreuz mit Stern des Verdienstordens der Bundesrepublik Deutschland verliehen.